# مارك كاسيدي
مارك كاسيدي (بالإنجليزية: Mark Cassidy)‏ هو دراج أيرلندي، ولد في 23 مارس 1985.

## وصلات خارجية
- مارك كاسيدي على موقع الاتحاد الدولي للدراجات (الإنجليزية)
- مارك كاسيدي على موقع أرشيف الدراجات (الإنجليزية)
- مارك كاسيدي على موقع إحصائيات الدراجات الإحترافية (الإنجليزية)